# Ahmed Abdel-Sattar
Ahmed Abdel-Sattar Nawwas (arab. احمد عبد الستار نواس; ur. 6 lipca 1984 w Ammanie) – jordański piłkarz grający na pozycji bramkarza. Od 2012 jest zawodnikiem klubu Al-Jazeera Amman.

## Kariera piłkarska
Swoją karierę piłkarską Abdel-Sattar rozpoczął w klubie Al-Jazeera Amman, w którym w 2002 roku zadebiutował w pierwszej lidze jordańskiej. W sezonie 2006/2007 zdobył z nim Puchar Jordanii, a w sezonie 2008/2009 wywalczył wicemistrzostwo tego kraju. W 2006 roku odszedł do Shabab Al-Ordon Club. W sezonie 2008/2009 został z nim wicemistrzem Jordanii. W 2012 wrócił do Al-Jazeera. W sezonach 2014/2015, 2016/2017 i 2017/2018 wywalczył z nim trzy wicemistrzostwa kraju.

## Kariera reprezentacyjna
W reprezentacji Jordanii Abdel-Sattar zadebiutował 8 czerwca 2007 w zremisowanym 1:1 towarzyskim meczu z Irakiem. W 2015 roku powołano go do kadry na Puchar Azji 2015, a w 2019 roku do kadry na Puchar Azji 2019. Na obu tych turniejach był rezerwowym bramkarzem.